# لوئیس البرتو بونه
لوئیس البرتو بونه (انگلیسی: Luis Alberto Bonnet؛ زادهٔ ۲۷ آوریل ۱۹۷۱) بازیکن فوتبال اهل آرژانتین است.
از باشگاه‌هایی که در آن بازی کرده‌است می‌توان به باشگاه فوتبال اسپورتینگ کریستال اشاره کرد.